# Liga a II-a 2023-2024
Sezonul 2023-2024 al Ligii a II-a a fost cea de-a 84-a ediție al celui de-al doilea eșalon al sistemului de ligi ale fotbalului românesc. Sezonul a început pe 5 august 2023 și s-a încheiat pe 11 mai 2024.

## Echipe
Deși FC Brașov și-a asigurat, din punct de vedere sportiv, prezența și în acest sezon de Liga a II-a, Federația Română de Fotbal a anunțat pe 5 iulie că i-a refuzat clubului licența pentru participarea în competiție din cauza datoriilor financiare, și drept urmare a retrogradat clubul în Liga a III-a. În calitate de cea mai bine clasată echipă retrogradată din sezonul precent, Progresul Spartac București i-a luat locul în campionat. FC Brașov a contestat decizia FRF la Curtea de Arbitraj Sportiv, fără succes însă.

### Schimbări la echipe
| Promovate din Liga a III-a - CSM Alexandria (după 18 ani de absență) - Ceahlăul Piatra Neamț (după 7 ani de absență) - Corvinul Hunedoara (după 15 ani de absență) - CSM Reșița (după 2 ani de absență) - CS Tunari (debut) Retrogradate din SuperLigă - Argeș Pitești (după 3 ani de absență) - Chindia Târgoviște (după 4 ani de absență) - CS Mioveni (după 2 ani de absență) | Retrogradate în Liga a III-a - FC Brașov (după 2 ani de participare) - Minaur Baia Mare (după un an de participare) - Politehnica Timișoara (după 7 ani de participare) - Ripensia Timișoara (după 6 ani de participare) - Unirea Constanța (după 2 ani de participare) Promovate în SuperLigă - Dinamo București (după un an de participare) - Oțelul Galați (după un an de participare) - Politehnica Iași (după 2 ani de participare) |

### Stadioane
| Steaua București            | Ceahlăul Piatra Neamț | Corvinul Hunedoara | Argeș Pitești       |
| --------------------------- | --- | --- | ------------------- |
| Steaua                      | Ceahlăul | Michael Klein | Nicolae Dobrin      |
| Capacitate: 31.254          | Capacitate: 18.000 | Capacitate: 16.500 | Capacitate: 15.000  |
|                             | | |                     |
| Gloria Buzău                | Viitorul-Pandurii | Reșița | Mioveni             |
| Municipal                   | Tudor Vladimirescu | Mircea Chivu | Orășenesc (Mioveni) |
| Capacitate: 13.400          | Capacitate: 12.518 | Capacitate: 12.500 | Capacitate: 10.000  |
|                             | | |                     |
| Chindia Târgoviște          | BucureștiArgeșCeahlăulConcordiaCorvinulCsíkszeredaDejBuzăuMioveniSloboziaȘelimbărViitorulDumbrăvițaReșițaSlatinaAlexandriaChindiaTunariEchipele din București: · Metaloglobus · Progresul · SteauaLiga a II-a 2023-2024 (România) MetaloglobusProgresulSteaua Locațiile echipelor din București. | BucureștiArgeșCeahlăulConcordiaCorvinulCsíkszeredaDejBuzăuMioveniSloboziaȘelimbărViitorulDumbrăvițaReșițaSlatinaAlexandriaChindiaTunariEchipele din București: · Metaloglobus · Progresul · SteauaLiga a II-a 2023-2024 (România) MetaloglobusProgresulSteaua Locațiile echipelor din București. | Slatina             |
| Eugen Popescu               | BucureștiArgeșCeahlăulConcordiaCorvinulCsíkszeredaDejBuzăuMioveniSloboziaȘelimbărViitorulDumbrăvițaReșițaSlatinaAlexandriaChindiaTunariEchipele din București: · Metaloglobus · Progresul · SteauaLiga a II-a 2023-2024 (România) MetaloglobusProgresulSteaua Locațiile echipelor din București. | BucureștiArgeșCeahlăulConcordiaCorvinulCsíkszeredaDejBuzăuMioveniSloboziaȘelimbărViitorulDumbrăvițaReșițaSlatinaAlexandriaChindiaTunariEchipele din București: · Metaloglobus · Progresul · SteauaLiga a II-a 2023-2024 (România) MetaloglobusProgresulSteaua Locațiile echipelor din București. | 1 Mai (Slatina)     |
| Capacitate: 8.400           | BucureștiArgeșCeahlăulConcordiaCorvinulCsíkszeredaDejBuzăuMioveniSloboziaȘelimbărViitorulDumbrăvițaReșițaSlatinaAlexandriaChindiaTunariEchipele din București: · Metaloglobus · Progresul · SteauaLiga a II-a 2023-2024 (România) MetaloglobusProgresulSteaua Locațiile echipelor din București. | BucureștiArgeșCeahlăulConcordiaCorvinulCsíkszeredaDejBuzăuMioveniSloboziaȘelimbărViitorulDumbrăvițaReșițaSlatinaAlexandriaChindiaTunariEchipele din București: · Metaloglobus · Progresul · SteauaLiga a II-a 2023-2024 (România) MetaloglobusProgresulSteaua Locațiile echipelor din București. | Capacitate: 6.500   |
|                             | BucureștiArgeșCeahlăulConcordiaCorvinulCsíkszeredaDejBuzăuMioveniSloboziaȘelimbărViitorulDumbrăvițaReșițaSlatinaAlexandriaChindiaTunariEchipele din București: · Metaloglobus · Progresul · SteauaLiga a II-a 2023-2024 (România) MetaloglobusProgresulSteaua Locațiile echipelor din București. | BucureștiArgeșCeahlăulConcordiaCorvinulCsíkszeredaDejBuzăuMioveniSloboziaȘelimbărViitorulDumbrăvițaReșițaSlatinaAlexandriaChindiaTunariEchipele din București: · Metaloglobus · Progresul · SteauaLiga a II-a 2023-2024 (România) MetaloglobusProgresulSteaua Locațiile echipelor din București. |                     |
| Unirea Dej                  | BucureștiArgeșCeahlăulConcordiaCorvinulCsíkszeredaDejBuzăuMioveniSloboziaȘelimbărViitorulDumbrăvițaReșițaSlatinaAlexandriaChindiaTunariEchipele din București: · Metaloglobus · Progresul · SteauaLiga a II-a 2023-2024 (România) MetaloglobusProgresulSteaua Locațiile echipelor din București. | BucureștiArgeșCeahlăulConcordiaCorvinulCsíkszeredaDejBuzăuMioveniSloboziaȘelimbărViitorulDumbrăvițaReșițaSlatinaAlexandriaChindiaTunariEchipele din București: · Metaloglobus · Progresul · SteauaLiga a II-a 2023-2024 (România) MetaloglobusProgresulSteaua Locațiile echipelor din București. | Unirea Slobozia     |
| Unirea (Dej)                | BucureștiArgeșCeahlăulConcordiaCorvinulCsíkszeredaDejBuzăuMioveniSloboziaȘelimbărViitorulDumbrăvițaReșițaSlatinaAlexandriaChindiaTunariEchipele din București: · Metaloglobus · Progresul · SteauaLiga a II-a 2023-2024 (România) MetaloglobusProgresulSteaua Locațiile echipelor din București. | BucureștiArgeșCeahlăulConcordiaCorvinulCsíkszeredaDejBuzăuMioveniSloboziaȘelimbărViitorulDumbrăvițaReșițaSlatinaAlexandriaChindiaTunariEchipele din București: · Metaloglobus · Progresul · SteauaLiga a II-a 2023-2024 (România) MetaloglobusProgresulSteaua Locațiile echipelor din București. | 1 Mai (Slobozia)    |
| Capacitate: 6.000           | BucureștiArgeșCeahlăulConcordiaCorvinulCsíkszeredaDejBuzăuMioveniSloboziaȘelimbărViitorulDumbrăvițaReșițaSlatinaAlexandriaChindiaTunariEchipele din București: · Metaloglobus · Progresul · SteauaLiga a II-a 2023-2024 (România) MetaloglobusProgresulSteaua Locațiile echipelor din București. | BucureștiArgeșCeahlăulConcordiaCorvinulCsíkszeredaDejBuzăuMioveniSloboziaȘelimbărViitorulDumbrăvițaReșițaSlatinaAlexandriaChindiaTunariEchipele din București: · Metaloglobus · Progresul · SteauaLiga a II-a 2023-2024 (România) MetaloglobusProgresulSteaua Locațiile echipelor din București. | Capacitate: 6.000   |
|                             | BucureștiArgeșCeahlăulConcordiaCorvinulCsíkszeredaDejBuzăuMioveniSloboziaȘelimbărViitorulDumbrăvițaReșițaSlatinaAlexandriaChindiaTunariEchipele din București: · Metaloglobus · Progresul · SteauaLiga a II-a 2023-2024 (România) MetaloglobusProgresulSteaua Locațiile echipelor din București. | BucureștiArgeșCeahlăulConcordiaCorvinulCsíkszeredaDejBuzăuMioveniSloboziaȘelimbărViitorulDumbrăvițaReșițaSlatinaAlexandriaChindiaTunariEchipele din București: · Metaloglobus · Progresul · SteauaLiga a II-a 2023-2024 (România) MetaloglobusProgresulSteaua Locațiile echipelor din București. |                     |
| Concordia Chiajna           | Csíkszereda | Tunari | Alexandria          |
| Concordia                   | Municipal (Miercurea Ciuc) | Comunal (Tunari) | Peco                |
| Capacitate: 5.123           | Capacitate: 4.000 | Capacitate: 1.700 | Capacitate: 1.100   |
|                             | | |                     |
| Progresul Spartac București | Metaloglobus București | 1599 Șelimbăr | Dumbrăvița          |
| Progresul Spartac           | Metaloglobus | Central | Ștefan Dobay        |
| Capacitate: 1.030           | Capacitate: 1.000 | Capacitate: 1.000 | Capacitate: 500     |
|                             | | |                     |

## Sezonul regular
În sezonul regular, echipele au jucat fiecare cu fiecare o singură dată (19 de meciuri pe echipă) pentru ca mai apoi să fie repartizate, pe baza clasamentului, în cea de-a doua fază a competiției, play-off sau play-out.

### Rezultate
| Oaspeți ► Gazde ▼                          | REȘ | VTJ | CSI | TUN | MET | DEJ | COR | CHI | MIO | PRS | DUM | GBZ | STE | CHL | ALX | ȘEL | SLA | CON | ARG | USZ |
| ------------------------------------------ | --- | --- | --- | --- | --- | --- | --- | --- | --- | --- | --- | --- | --- | --- | --- | --- | --- | --- | --- | --- |
| Reșița                                     |     | 1–1 |     | 1–1 | 5–0 |     |     |     |     | 0–0 | 2–1 | 2–0 | 3–1 |     | 2–1 |     |     | 3–2 |     | 0–1 |
| Viitorul-Pandurii                          |     |     | 1–1 |     |     | 2–1 | 2–1 | 0–0 | 1–0 |     |     |     |     | 0–2 |     | 0–3 | 1–2 | 2–2 | 0–0 |     |
| Csíkszereda                                | 1–1 |     |     |     |     | 1–0 |     | 1–0 | 0–0 | 3–0 |     |     |     | 2–0 |     | 1–2 | 1–0 | 0–3 | 2–1 |     |
| CS Tunari                                  |     | 0–0 | 1–0 |     |     | 0–1 | 1–1 | 0–2 |     |     |     |     |     | 0–1 |     | 0–0 | 1–3 | 1–1 | 1–1 |     |
| Metaloglobus                               |     | 2–1 | 0–0 | 3–3 |     | 2–1 | 1–2 |     |     |     |     |     |     | 2–1 |     | 0–0 | 1–1 | 2–0 | 1–1 |     |
| Unirea Dej                                 | 1–3 |     |     |     |     |     |     | 1–3 | 0–1 | 1–0 | 0–1 | 2–4 | 2–6 |     | 1–0 |     |     | 0–2 |     | 0–0 |
| Corvinul                                   | 2–0 |     | 2–0 |     |     | 4–0 |     | 2–1 | 0–2 |     |     |     |     | 2–1 |     | 0–0 | 3–0 | 2–2 | 2–0 |     |
| Chindia                                    | 4–1 |     |     |     | 0–0 |     |     |     | 0–2 | 3–0 | 4–0 | 1–1 | 1–1 |     | 3–0 |     |     | 1–1 |     | 0–1 |
| Mioveni                                    | 2–1 |     |     | 4–0 | 0–2 |     |     |     |     | 3–1 | 0–1 | 0–0 | 2–0 |     | 1–0 |     |     | 1–1 |     | 1–1 |
| Progresul Spartac                          |     | 2–1 |     | 1–2 | 0–1 |     | 1–2 |     |     |     | 1–3 | 1–5 | 1–6 |     | 1–3 |     |     | 0–6 |     | 0–2 |
| Dumbrăvița                                 |     | 1–1 | 1–1 | 6–1 | 1–1 |     | 0–0 |     |     |     |     | 0–1 | 0–0 |     | 2–0 |     |     |     |     | 0–2 |
| Gloria Buzău                               |     | 5–0 | 0–2 | 2–1 | 1–0 |     | 2–1 |     |     |     |     |     | 4–4 | 1–1 | 1–0 |     |     |     | 0–2 |     |
| CSA Steaua București                       |     | 5–0 | 1–0 | 2–1 | 1–1 |     | 0–1 |     |     |     |     |     |     | 3–1 | 1–1 |     | 1–1 |     | 3–1 |     |
| Ceahlăul                                   | 4–0 |     |     |     |     | 1–0 |     | 1–1 | 0–1 | 4–0 | 2–0 |     |     |     |     | 0–0 | 4–0 |     | 2–0 |     |
| CSM Alexandria                             |     | 0–1 | 1–3 | 0–1 | 1–1 |     | 0–2 |     |     |     |     |     |     | 2–2 |     | 0–1 | 0–1 |     | 0–4 |     |
| 1599 Șelimbăr                              | 2–2 |     |     |     |     | 2–0 |     | 2–1 | 1–0 | 2–1 | 1–0 | 3–1 | 3–2 |     |     |     |     |     |     | 0–1 |
| Slatina                                    | 0–0 |     |     |     |     | 1–2 |     | 0–0 | 0–0 | 1–0 | 3–0 | 1–2 |     |     |     | 0–0 |     |     |     | 1–0 |
| Chiajna                                    |     |     |     |     |     |     |     |     |     |     | 0–2 | 1–0 | 0–0 | 1–2 | 0–1 | 0–1 | 1–0 |     | 1–0 | 0–0 |
| Argeș                                      | 1–0 |     |     |     |     | 2–0 |     | 0–2 | 0–0 | 1–0 | 2–0 |     |     |     |     | 0–0 | 1–1 |     |     | 0–1 |
| Unirea Slobozia                            |     | 1–1 | 0–1 | 4–1 | 2–0 |     | 3–1 |     |     |     |     | 0–1 | 1–0 | 2–1 | 1–0 |     |     |     |     |     |
| Câștigă gazdele; Remiză; Câștigă oaspeții. |     |     |     |     |     |     |     |     |     |     |     |     |     |     |     |     |     |     |     |     |

### Clasament
| Loc | Echipă               | Pct. | MJ | V  | E | Î  | GM | GP | DG  | Calificare             |
| --- | -------------------- | ---- | -- | -- | - | -- | -- | -- | --- | ---------------------- |
| 1.  | 1599 Șelimbăr        | 42   | 19 | 12 | 6 | 1  | 23 | 9  | +14 | Calificare în Play-off |
| 2.  | Unirea Slobozia      | 40   | 19 | 12 | 4 | 3  | 22 | 8  | +14 | Calificare în Play-off |
| 3.  | Corvinul             | 37   | 19 | 11 | 4 | 4  | 30 | 16 | +14 | Calificare în Play-off |
| 4.  | Gloria Buzău         | 34   | 19 | 10 | 4 | 5  | 31 | 21 | +10 | Calificare în Play-off |
| 5.  | Mioveni              | 33   | 19 | 9  | 6 | 4  | 20 | 9  | +11 | Calificare în Play-off |
| 6.  | Csíkszereda          | 32   | 19 | 9  | 5 | 5  | 19 | 14 | +5  | Calificare în Play-off |
| 7.  | Ceahlăul             | 31   | 19 | 9  | 4 | 6  | 30 | 17 | +13 | Calificare în Grupa A  |
| 8.  | CSA Steaua București | 28   | 19 | 7  | 7 | 5  | 37 | 24 | +13 | Calificare în Grupa B  |
| 9.  | Chindia              | 28   | 19 | 7  | 7 | 5  | 27 | 14 | +13 | Calificare în Grupa B  |
| 10. | Reșița               | 27   | 19 | 7  | 6 | 6  | 28 | 25 | +3  | Calificare în Grupa A  |
| 11. | Metaloglobus         | 26   | 19 | 6  | 8 | 5  | 20 | 22 | −2  | Calificare în Grupa A  |
| 12. | Chiajna              | 25   | 19 | 6  | 7 | 6  | 24 | 18 | +6  | Calificare în Grupa B  |
| 13. | Slatina              | 25   | 19 | 6  | 7 | 6  | 16 | 18 | −2  | Calificare în Grupa B  |
| 14. | Argeș                | 24   | 19 | 6  | 6 | 7  | 17 | 16 | +1  | Calificare în Grupa A  |
| 15. | Dumbrăvița           | 23   | 19 | 6  | 5 | 8  | 19 | 22 | −3  | Calificare în Grupa A  |
| 16. | Viitorul-Pandurii    | 23   | 19 | 5  | 8 | 6  | 16 | 28 | −12 | Calificare în Grupa B  |
| 17. | CS Tunari            | 16   | 19 | 3  | 7 | 9  | 16 | 32 | −16 | Calificare în Grupa B  |
| 18. | Unirea Dej           | 13   | 19 | 4  | 1 | 14 | 13 | 35 | −22 | Calificare în Grupa A  |
| 19. | CSM Alexandria       | 9    | 19 | 2  | 3 | 14 | 10 | 29 | −19 | Calificare în Grupa A  |
| 20. | Progresul Spartac    | 1    | 19 | 0  | 1 | 18 | 9  | 50 | −41 | Calificare în Grupa B  |

1. 1 2 3 4 5 6 7 8  CSC 1599 Șelimbăr, CSM Alexandria, Corvinul Hunedoara, CSC Dumbrăvița, CSM Reșița, CSM Slatina, CSA Steaua București și CS Tunari⁠ nu au drept de promovare în SuperLigă din cauză că ele sunt cluburi de drept public, însă două echipe din cele 8 echipe fără drept de promovare vor participa în play-off.[6]

## Play-off
Primele șase echipe din sezonul regular s-au întâlnit de două ori (10 meciuri pe echipă) pentru a obține promovarea în SuperLiga României 2024-2025.
| Loc                                                                                   | Echipă                 | Pct. | MJ | V | E | Î | GM | GP | DG |  | USZ | COR | ȘEL | GBZ | MIO | CSI |
| ------------------------------------------------------------------------------------- | ---------------------- | ---- | -- | - | - | - | -- | -- | -- |  | --- | --- | --- | --- | --- | --- |
| 1.                                                                                    | Unirea Slobozia (C, P) | 60   | 10 | 6 | 2 | 2 | 9  | 6  | +3 |  | —   | 1–0 | 0–0 | 1–1 | 1–0 | 2–0 |
| 2.                                                                                    | Corvinul               | 52   | 10 | 4 | 3 | 3 | 14 | 11 | +3 |  | 1–0 | —   | 3–1 | 1–1 | 2–0 | 3–1 |
| 3.                                                                                    | 1599 Șelimbăr          | 51   | 10 | 1 | 6 | 3 | 8  | 12 | −4 |  | 1–2 | 0–0 | —   | 1–0 | 2–2 | 2–2 |
| 4.                                                                                    | Gloria Buzău (P)       | 51   | 10 | 4 | 5 | 1 | 12 | 7  | +5 |  | 3–0 | 2–2 | 0–0 | —   | 1–0 | 1–0 |
| 5.                                                                                    | Mioveni (L)            | 43   | 10 | 2 | 4 | 4 | 10 | 11 | −1 |  | 0–1 | 3–1 | 0–0 | 1–1 | —   | 3–1 |
| 6.                                                                                    | Csíkszereda (L)        | 40   | 10 | 2 | 2 | 6 | 9  | 15 | −6 |  | 0–1 | 2–1 | 2–0 | 0–1 | 1–1 | —   |
| Legendă: Locurile 1, 4: Promovare în SuperLigă Locul 2: Europa League 2024-25 Turul I |                        |      |    |   |   |   |    |    |    |  |     |     |     |     |     |     |

1. 1 2  CSC 1599 Șelimbăr și Corvinul Hunedoara⁠ nu au avut drept de promovare în SuperLigă din cauză că ele sunt cluburi de drept public.[6] Corvinul Hunedoara⁠ s-a calificat în turul I preliminar al UEFA Europa League 2024-2025 deoarece a câștigat Cupa României 2023-2024.
2. 1 2  Departajarea se face la numărul de puncte acumulate în sezonul regular. ȘEL: 42, GBZ: 34.

## Play-out
Restul de paisprezece echipe din sezonul regular au fost împărțite în două grupe a câte 7 echipe. S-a disputat câte un singur joc între participante. Din ambele grupe au retrogradat locurile 6 și 7.

### Grupa A
| Loc                                                  | Echipă             | Pct. | MJ | V | E | Î | GM | GP | DG |  | REȘ | CHL | MET | ARG | DUM | DEJ | ALX |
| ---------------------------------------------------- | ------------------ | ---- | -- | - | - | - | -- | -- | -- |  | --- | --- | --- | --- | --- | --- | --- |
| 1.                                                   | Reșița             | 40   | 6  | 4 | 1 | 1 | 11 | 7  | +4 |  |     | 3–2 | 2–1 |     |     | 1–1 |     |
| 2.                                                   | Ceahlăul           | 36   | 6  | 1 | 2 | 3 | 10 | 11 | −1 |  |     |     | 1–2 |     |     | 1–1 | 4–0 |
| 3.                                                   | Metaloglobus       | 34   | 6  | 2 | 2 | 2 | 6  | 5  | +1 |  |     |     |     | 1–1 |     | 0–1 | 0–0 |
| 4.                                                   | Argeș              | 34   | 6  | 3 | 1 | 2 | 8  | 4  | +4 |  | 0–1 | 4–1 |     |     | 1–0 |     |     |
| 5.                                                   | Dumbrăvița         | 27   | 6  | 1 | 1 | 4 | 3  | 9  | −6 |  | 1–0 | 1–1 | 0–2 |     |     |     |     |
| 6.                                                   | Unirea Dej (R)     | 27   | 6  | 4 | 2 | 0 | 7  | 2  | +5 |  |     |     |     | 1–0 | 2–0 |     | 1–0 |
| 7.                                                   | CSM Alexandria (R) | 13   | 6  | 1 | 1 | 4 | 5  | 12 | −7 |  | 2–4 |     |     | 0–2 | 3–1 |     |     |
| Legendă: Locurile 6, 7: Retrogradare în Liga a III-a |                    |      |    |   |   |   |    |    |    |  |     |     |     |     |     |     |     |

1. 1 2  Departajarea se face la numărul de puncte acumulate în sezonul regular. MET: 26, ARG: 24.
2. 1 2  Departajarea se face la numărul de puncte acumulate în sezonul regular. DUM: 23, DEJ: 13.

### Grupa B
| Loc                                                  | Echipă                | Pct. | MJ | V | E | Î | GM | GP | DG  |  | STE | CHI | CON | SLA | VTJ | TUN | PRS |
| ---------------------------------------------------- | --------------------- | ---- | -- | - | - | - | -- | -- | --- |  | --- | --- | --- | --- | --- | --- | --- |
| 1.                                                   | CSA Steaua București  | 44   | 6  | 5 | 1 | 0 | 12 | 2  | +10 |  |     |     | 2–0 | 2–0 |     |     | 4–1 |
| 2.                                                   | Chindia               | 38   | 6  | 3 | 1 | 2 | 8  | 4  | +4  |  | 0–0 |     | 0–1 | 3–0 |     |     |     |
| 3.                                                   | Chiajna               | 38   | 6  | 4 | 1 | 1 | 8  | 6  | +2  |  |     |     |     | 3–2 | 1–1 |     | 1–0 |
| 4.                                                   | Slatina               | 32   | 6  | 2 | 1 | 3 | 9  | 9  | 0   |  |     |     |     |     | 2–0 | 1–1 | 4–0 |
| 5.                                                   | Viitorul-Pandurii     | 30   | 6  | 2 | 1 | 3 | 6  | 8  | −2  |  | 0–2 | 1–0 |     |     |     | 1–2 |     |
| 6.                                                   | CS Tunari (R)         | 20   | 6  | 1 | 1 | 4 | 8  | 12 | −4  |  | 1–2 | 2–3 | 1–2 |     |     |     |     |
| 7.                                                   | Progresul Spartac (R) | 4    | 6  | 1 | 0 | 5 | 5  | 15 | −10 |  |     | 0–2 |     |     | 1–3 | 3–1 |     |
| Legendă: Locurile 6, 7: Retrogradare în Liga a III-a |                       |      |    |   |   |   |    |    |     |  |     |     |     |     |     |     |     |

1. 1 2  Departajarea se face la numărul de puncte acumulate în sezonul regular. CHI: 28, CON: 25.

## Barajele de promovare/menținere în SuperLigă
Barajele pentru deciderea ultimelor două echipe din sezonul 2024-2025 al primei ligi naționale s-a disputat între ocupanta locului 7 din play-out-ul SuperLigii și ocupanta locului 6 din Liga a II-a, respectiv ocupanta locului 8 din play-out-ul SuperLigii și ocupanta locului 5 din Liga a II-a.
| Echipa 1 | Scor gen. | Echipa 2    | Tur   | Retur |
| -------- | --------- | ----------- | ----- | ----- |
| Botoșani | 2 – 0     | Mioveni     | 1 – 0 | 1 – 0 |
| Dinamo   | 2 – 0     | Csíkszereda | 2 – 0 | 0 – 0 |

Tur
| 17 mai 2024 | Botoșani       | 1 - 0   | Mioveni | Botoșani                                                                   |  |
| 20:00       | Ferreira 90+3' | Detalii |         | Stadion: Municipal Spectatori: 5.816 Arbitru: Horațiu Feșnic (Cluj-Napoca) |  |

| 20 mai 2024 | Dinamo           | 2 - 0   | Csíkszereda | București                                                                      |  |
| 20:00       | Politic 46', 73' | Detalii |             | Stadion: Arena Națională Spectatori: 31.123 Arbitru: Rareș Vidican (Satu Mare) |  |

Retur
| 24 mai 2024 | Mioveni | 0 - 1   | Botoșani   | Mioveni                                                    |  |
| 20:00       |         | Detalii | 75' Mailat | Stadion: Orășenesc Arbitru: Sebastian Colțescu (București) |  |

| 27 mai 2024 | Csíkszereda | 0 - 0   | Dinamo | Miercurea Ciuc                                                             |  |
| 20:00       |             | Detalii |        | Stadion: Municipal Spectatori: 2.356 Arbitru: Horațiu Feșnic (Cluj-Napoca) |  |